# Marguerite Audley
Titres
Dame de Tonbridge
9 avril 1342 – 7 septembre 1349
(7 ans, 4 mois et 29 jours)
Baronne Audley
10 novembre 1347 – 7 septembre 1349
(1 an, 9 mois et 28 jours)
Baronne Stafford
6 juillet 1336 – 7 septembre 1349
(13 ans, 2 mois et 1 jour)
Marguerite (de) Audley (entre 1318 et 1322 – 7 septembre 1349), suo jure 2e baronne Audley et 12e dame de Tonbridge, est une femme de la noblesse anglaise du XIVe siècle.

## Biographie

### Origines et jeunesse
Marguerite Audley est la seule fille d'Hugh Audley, 1er baron Audley et favori du roi Édouard II d'Angleterre, et de Marguerite de Clare, nièce de ce même roi. Leur mariage, célébré le 28 avril 1317, facilite l'ascension d'Hugh au sein du baronnage, puisque sa nouvelle épouse est l'héritière d'un tiers du prestigieux héritage de la famille de Clare à la suite de la mort sans postérité de son frère Gilbert en 1314. Quelques mois après cette union, le 15 novembre 1317, le Parlement statue sur l'héritage de Gilbert de Clare et attribue à sa sœur Marguerite les domaines de Tonbridge dans le Kent, de Thornbury dans le Gloucestershire, de Gwynllŵg dans les Marches galloises et enfin un tiers du comté de Kilkenny en Irlande. De ce fait, avec sa demi-sœur Jeanne Gaveston, née de la première union de sa mère avec Pierre Gaveston, Marguerite Audley est destinée à hériter d'un revenu annuel estimé à la somme considérable de 2 314 livres.
La date de naissance de Marguerite Audley reste inconnue : elle naît assurément entre le début de l'année 1318 et la fin de l'année 1322. L'historienne Kathryn Warner pense pour sa part qu'elle naît plutôt vers 1322, en supposant qu'il est plus probable qu'une héritière de son rang qui n'est pas encore mariée lors de son enlèvement en 1336 soit âgée de 14 ans et non de 18 ans. Ce qui est sûr en revanche, c'est qu'à la suite de la participation de son père à une rébellion contre le roi Édouard II et son nouveau favori Hugues le Despenser, Marguerite Audley et sa mère sont recluses au mois de mai 1322 au couvent de Sempringham dans le Lincolnshire. Pendant leur enfermement, Jeanne Gaveston meurt prématurément en 1325, faisant de Marguerite la seule héritière de sa mère. Les deux Marguerite sont libérées de Sempringham le 11 décembre 1326, peu après la chute d'Édouard II, et retournent vivre avec Hugh Audley, lui aussi libéré de prison.

### Enlèvement et mariage
L'enfance et l'adolescence de Marguerite Audley demeurent complètement inconnues jusqu'au 28 février 1336, date à laquelle le roi Édouard III donne ordre à Robert Bousser et Adam Everyngham d'enquêter sur le rapt de Marguerite Audley et le vol de plusieurs biens appartenant à son père dans le manoir de Thaxted dans l'Essex. Pendant plusieurs mois, Hugh Audley et Marguerite de Clare ignorent où se trouve leur fille. Ce n'est que le 6 juillet 1336 que l'identité du ravisseur de leur héritière apparaît : il s'agit de Ralph de Stafford, 2e baron Stafford et ancien vassal d'Hugh Audley. Stafford semble avoir vivement convoité le tiers de l'héritage de Clare que Marguerite Audley est destinée à hériter. Déjà, en 1316 et 1329, ses tantes maternelles Élisabeth et Éléonore de Clare avaient été enlevées pour ces mêmes raisons. Les parents de Marguerite protestent auprès du roi, mais ce dernier est un proche compagnon de Ralph de Stafford et ne peut annuler le mariage. Finalement, pour apaiser le couple, Édouard III attribue le 16 mars 1337 à Hugh Audley le titre de comte de Gloucester.
Marguerite Audley et Ralph de Stafford ont ensemble six enfants, deux fils et quatre filles. Comme l'espérait Stafford, son épouse devient dame de Tonbridge à la mort de sa mère le 9 avril 1342,, puis baronne Audley lorsque son père décède le 10 novembre 1347. Ralph lui-même acquiert plusieurs fonctions honorifiques en raison de ses exploits militaires au cours de la guerre de Cent Ans, devenant entre autres l'un des chevaliers fondateurs du prestigieux ordre de la Jarretière en 1348, avant d'être élevé au rang de comte de Stafford en 1350. Mais Marguerite ne vit guère longtemps pour jouir de l'ascension spectaculaire de son époux, puisqu'elle meurt prématurément le 7 septembre 1349, ayant tout au plus une trentaine d'années au moment de son décès. Les causes de sa mort demeurent inconnues, mais il est possible qu'elles soient liées à l'épidémie de peste noire qui surgit alors en Angleterre. Après sa mort, Marguerite Audley est inhumée au prieuré de Tonbridge, où reposent déjà ses parents. Le tiers de l'héritage de Clare et ses titres de dame de Tonbridge et de baronne Audley sont hérités par son deuxième fils Hugh Stafford, son aîné Ralph étant décédé avant elle. Quant à son époux Ralph de Stafford, il ne se remarie pas après sa mort et poursuit ses exploits militaires jusqu'à sa mort en 1372, à l'âge avancé de 70 ans.

## Descendance
De son mariage avec Ralph de Stafford, Marguerite Audley a six enfants :
- Ralph Stafford (av. 1342 - 1347), épouse Maud de Lancastre[7],[8] ;
- Elizabeth Stafford (v. 1340 - 7 août 1376), épouse en premières noces Fulk le Strange[8], en secondes noces John de Ferrers, 3e baron Ferrers de Chartley, et en troisièmes noces Reginald de Cobham, 2e baron Cobham[9] ;
- Beatrice Stafford (v. 1341 - 1415), épouse en premières noces Maurice FitzGerald, 2e comte de Desmond, en secondes noces Thomas Ros, 4e baron Ros, et en troisièmes noces Richard Burley[8] ;
- Hugh Stafford (v. 1342 - 16 octobre 1386), 2e comte de Stafford, 3e baron Stafford, 3e baron Audley et 13e seigneur de Tonbridge, épouse Philippa de Beauchamp[8] ;
- Joan Stafford (v. 1344 - 1397), épouse en premières noces John Charleton, 3e baron Cherleton[8], et en secondes noces Gilbert Talbot, 3e baron Talbot[10] ;
- Katherine Stafford (v. 1348 - décembre 1361), épouse John Sutton III[11],[12].